# Скидан, Ярослав Александрович
Ярослав Александрович Скидан (укр. Скидан Ярослав Олександрович; род. 23 октября 1981, Счастье, Ворошиловградская область) — украинский футболист, мастер спорта международного класса. Серебряный призёр Летней Универсиады 2001 года в составе национальной студенческой сборной Украины.

## Карьера
Воспитанник ЛВУФК. Первым тренером Ярослава был его отец Александр Васильевич Скидан. В 1998 году футболист подписал контракт с донецким «Шахтёром». В основном выступал за «Шахтёр-2», «Шахтёр-3» и дубль. В сезоне 2003—2005 выступал на правах аренды в мариупольском «Ильичёвце». После окончания аренды в 2005 году вернулся в расположение «Шахтёра-2». В 2005—2006 на правах аренды ушёл в «Сталь» (Днепродзержинск). В 2006 году расторг контракт с «Шахтёром». В 2006—2007 вернулся в «Сталь». В 2007—2008 перешёл в «Горняк» (Кривой Рог), сыграл 4 игры, после чего получил серьёзную травму колена и практически год отсутствовал в футболе. В 2008—2009 подписал контракт с симферопольским «ИгроСервисом», который в середине 2009 года прекратил своё существование. В 2009 году завершил карьеру в «Шахтёре» (Свердловск). В настоящее время — тренер-селекционер ФК «Шахтёр» (Донецк).